# Closed
Closed GmbH is een Duits modemerk dat sinds 1978 jeans en andere dames- en herenkleding produceert. De collecties zijn onder meer verkrijgbaar in de meer dan 35 eigen winkels, voornamelijk in Italië, Frankrijk, Nederland, België, Groot-Brittannië, Rusland en de Verenigde Staten. Gordon Giers is CEO.
Closed was de bedenker van het stonewash-productieproces en de x-pocket-jeans. Ze hadden ook een populair model pedal pushers, een driekwartbroek, waarvan er meer dan 30 miljoen paar zijn verkocht.

## Geschiedenis
Het bedrijf werd in 1975 in Frankrijk opgericht door Marithé en François Girbaud onder de naam “Ca”. Kort daarna spande C&A een kort geding aan omdat zij vond dat haar merkrechten waren geschonden. Dit maakte een einde aan Ca., waarna het bedrijf verder ging onder de naam Closed. Anno 2023 is het bedrijf gevestigd in Hamburg. In 2009 telde Closed GmbH 140 medewerkers.
Begin jaren negentig kochten de Hamburgse zakenpartners Günther Giers en Hans-Joachim Leplow het bedrijf en verkochten het in 2004 samen met de merkrechten aan Gordon Giers, de zoon van Günther en zijn zakenpartners Til Nadler en Hans Redlefsen.
In 2012 werd Kostas Murkudis benoemd tot creatief directeur om het internationale profiel van Closed te vergroten. Hij verliet het bedrijf in 2013 vanwege creatieve meningsverschillen. 